# صمود الرجل الأخير (ألعاب الفيديو)
صمود الرجل الأخير (بالإنجليزية: Last man standing)‏ هو وضع لعبة فيديو جماعية من نمط مباراة الموت ظهر في بعض ألعاب تصويب منظور الشخص الأول، وهو أيضا جوهر ألعاب باتل رويال. الهدف هو إبطال مفعول الخصوم والبقاء في النهاية الناجي الوحيد.